# Vladimir Grigorjevič Fjodorov
Vladimir Grigorjevič Fjodorov (rusko Владимир Григорьевич Фёдоров), ruski general in inženir, * 3. maj 1874, Sankt Peterburg, † 19. september 1966, Moskva.